# Araneus talca
Araneus talca är en spindelart som beskrevs av Levi 1991. Araneus talca ingår i släktet Araneus och familjen hjulspindlar. Inga underarter finns listade i Catalogue of Life.